# Chiesa di San Nicolò (Ala)
La chiesa di San Nicolò è la parrocchiale di Chizzola, frazione di Ala in Trentino. Fa parte della zona pastorale della Vallagarina dell'arcidiocesi di Trento e risale al XIII secolo.

## Storia

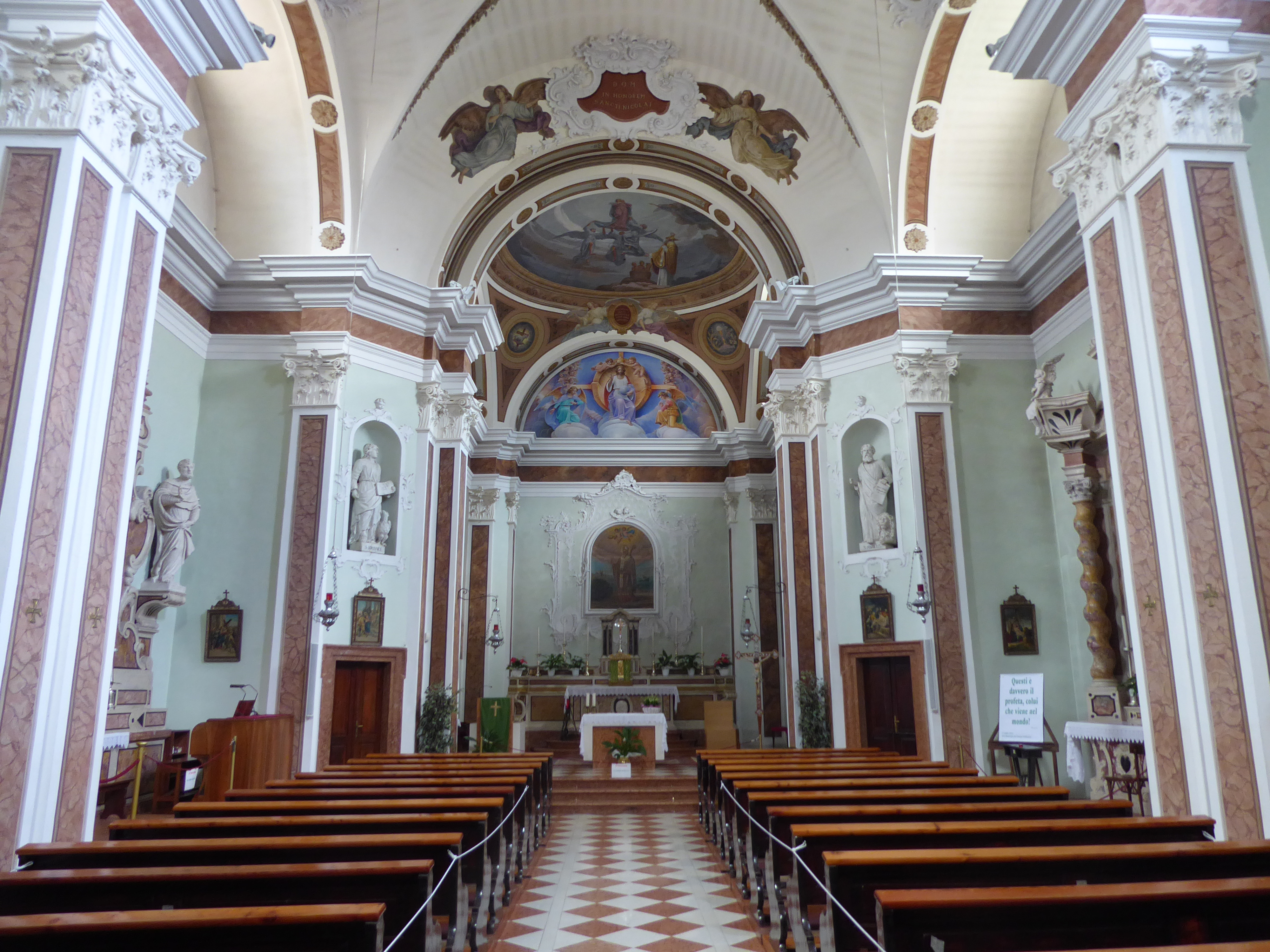
Interno

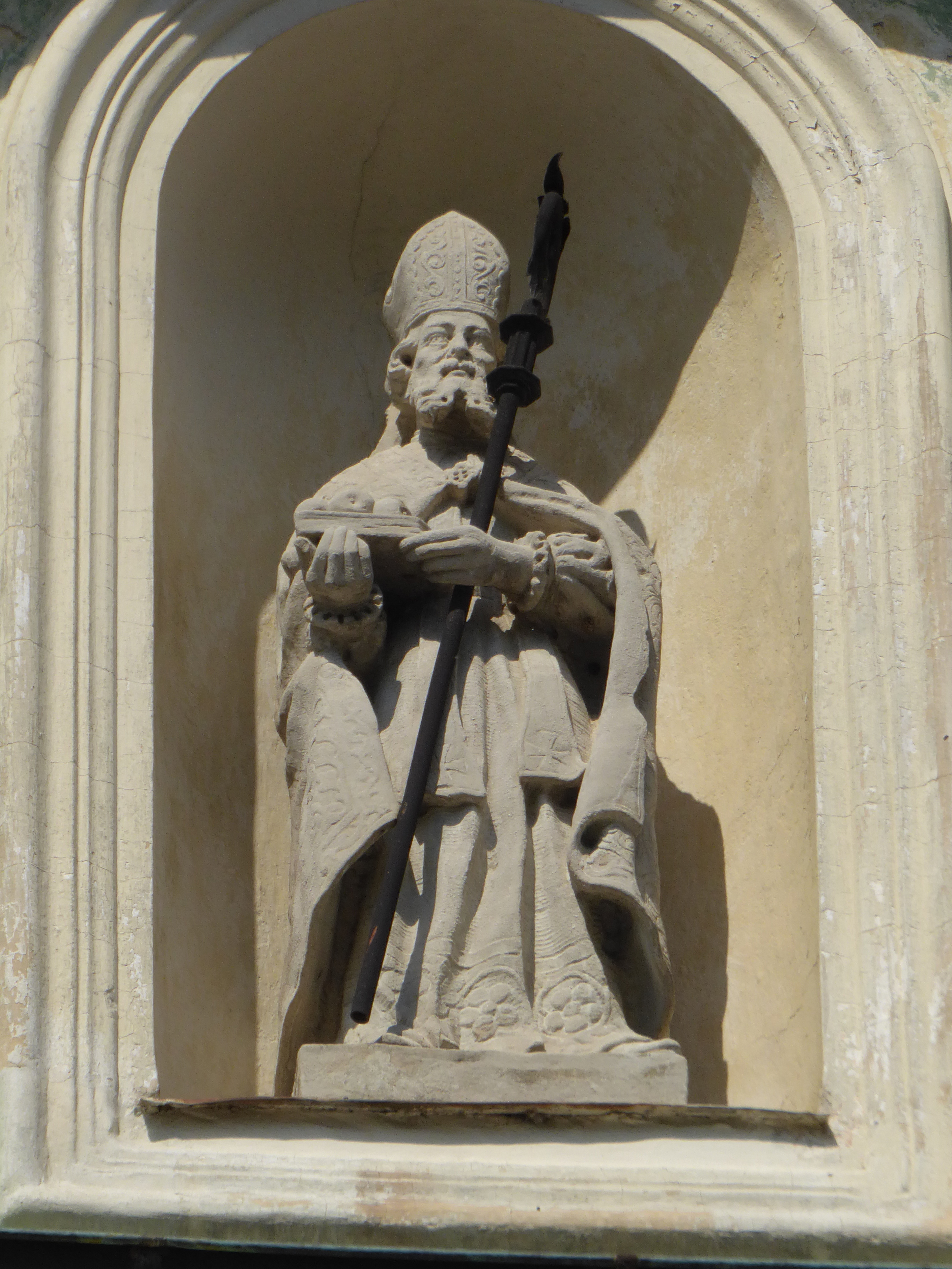
Statua di san Nicola nella nicchia in cima alla facciata

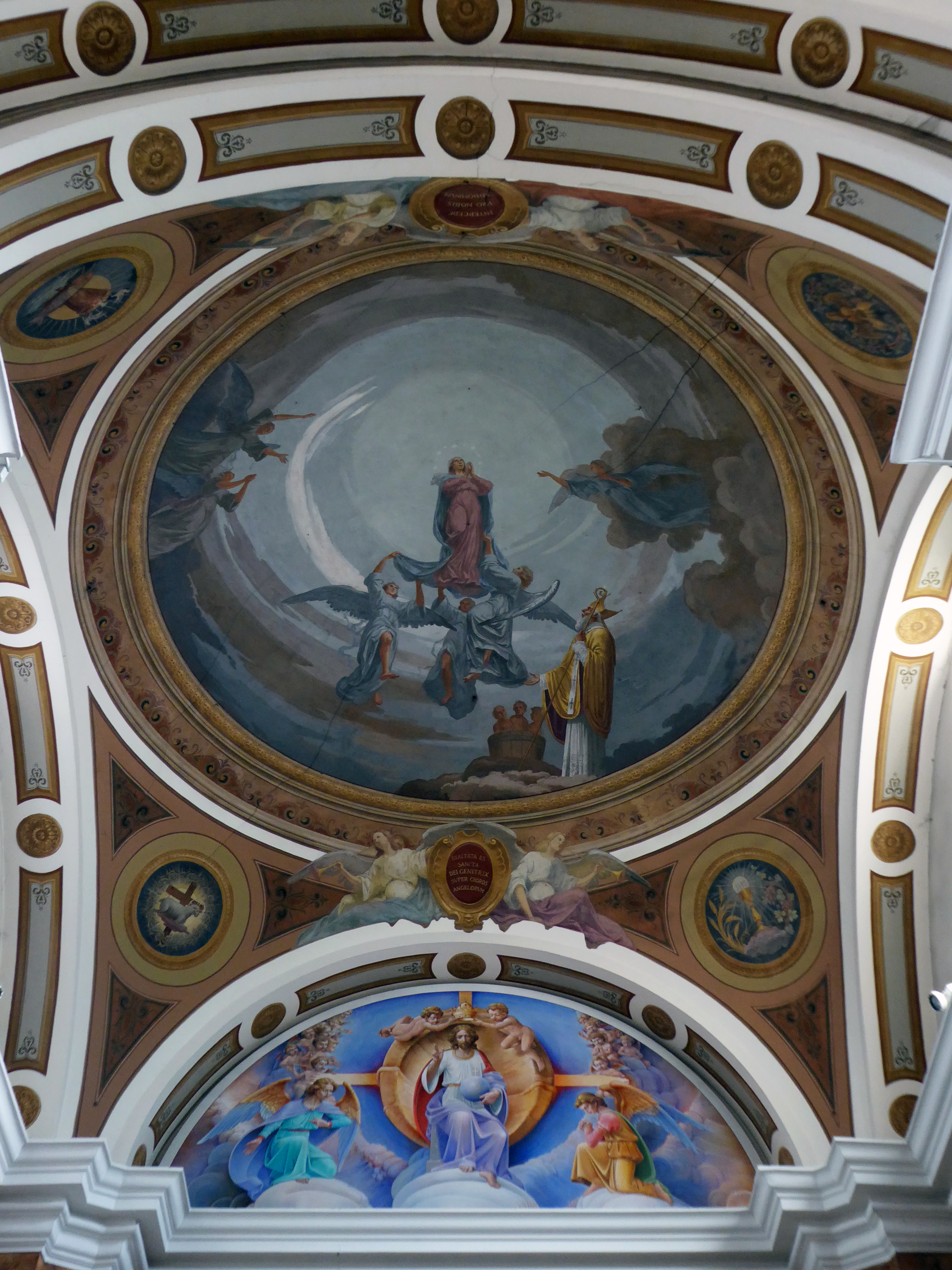
Affreschi del presbiterio

La prima menzione della primitiva chiesa di San Nicolò a Chizzola, che si trovava nell'area del camposanto della comunità, è del 1218 e in seguito Guglielmo da Castelbarco la citò nel suo testamento del 1319.
Nel 1756 la Regola di Chizzola stabilì di mantenere l'edificio della chiesa medievale e decise anche di iniziare la costruzione di un nuovo luogo di culto più adatto alle accresciute necessità dei fedeli. Il cantiere venne aperto su un sito diverso da quello dove sorgeva già il primo edificio e attorno al 1763 i lavori strutturali vennero conclusi.
L'anno successivo fu eretta la torre campanaria e nel 1768 il principe vescovo di Trento Cristoforo Sizzo de Noris, durante la sua visita pastorale, consacrò la chiesa con cerimonia solenne. Dagli atti visitali risulta che in quel momento aveva tre altari. Circa quindici anni dopo la chiesa primitiva fu demolita.
A partire dal 1827 venne prima venne effettuata la ritinteggiatura del soffitto poi l'intero edificio venne restaurato e fu rivista anche la copertura della torre campanaria, sempre con l'intervento del comune. I lavori continuarono e attorno al 1888 vennero restaurati gli esterni poi nel 1891 fu la volta degli interni, affidati a Viola di Rovereto.
Nei primi anni del XX secolo sette finestre della chiesa ebbero nuove vetrate, venne rifatta la pavimentazione del coro e, nel 1912, con l'arrivo dell'energia elettrica a Chizzola, il comune fece installare il nuovo impianto per l'illuminazione.
Nel primo dopoguerra fu necessario ristrutturare e riparare l'edificio che aveva subito ingenti danni durante il conflitto, col crollo delle coperture del presbiterio e di parte della navata, inoltre era stato abbandonato a lungo e lasciato ai saccheggi. I lavori durarono vari anni e mentre erano in corso, il 6 dicembre del 1921, festa patronale, la chiesa venne benedetta. Attorno al 1928 gli interni e parte della facciata vennero decorati con dipinti murali da Francesco Giustiniani di Roma. Dagli atti visitali del 1929 si desume che in quel momento i lavori erano stati finiti.
Nel secondo dopoguerra fu ristrutturata la copertura del tetto e con essa la volta della navata poi vennero decorate con dipinti murali le pareti presbiteriali da Adolfo Mattielli, di Soave. Negli anni cinquanta la parte in basso della facciata fu rivestita con pietra della zona di Valpolicella e nei decenni successivi furono rifatte le pavimentazioni e sia gli interni sia gli esterni vennero ritinteggiati. Nel 1982 la copertura a cupola della torre campanaria fu rifatta in rame.
Gli ultimi lavori hanno riguardato il restauro del dipinto murale nella piccola finestra a lunetta sopra il portale ed una ristrutturazione generale che si è conclusa nel 2002.

## Descrizione

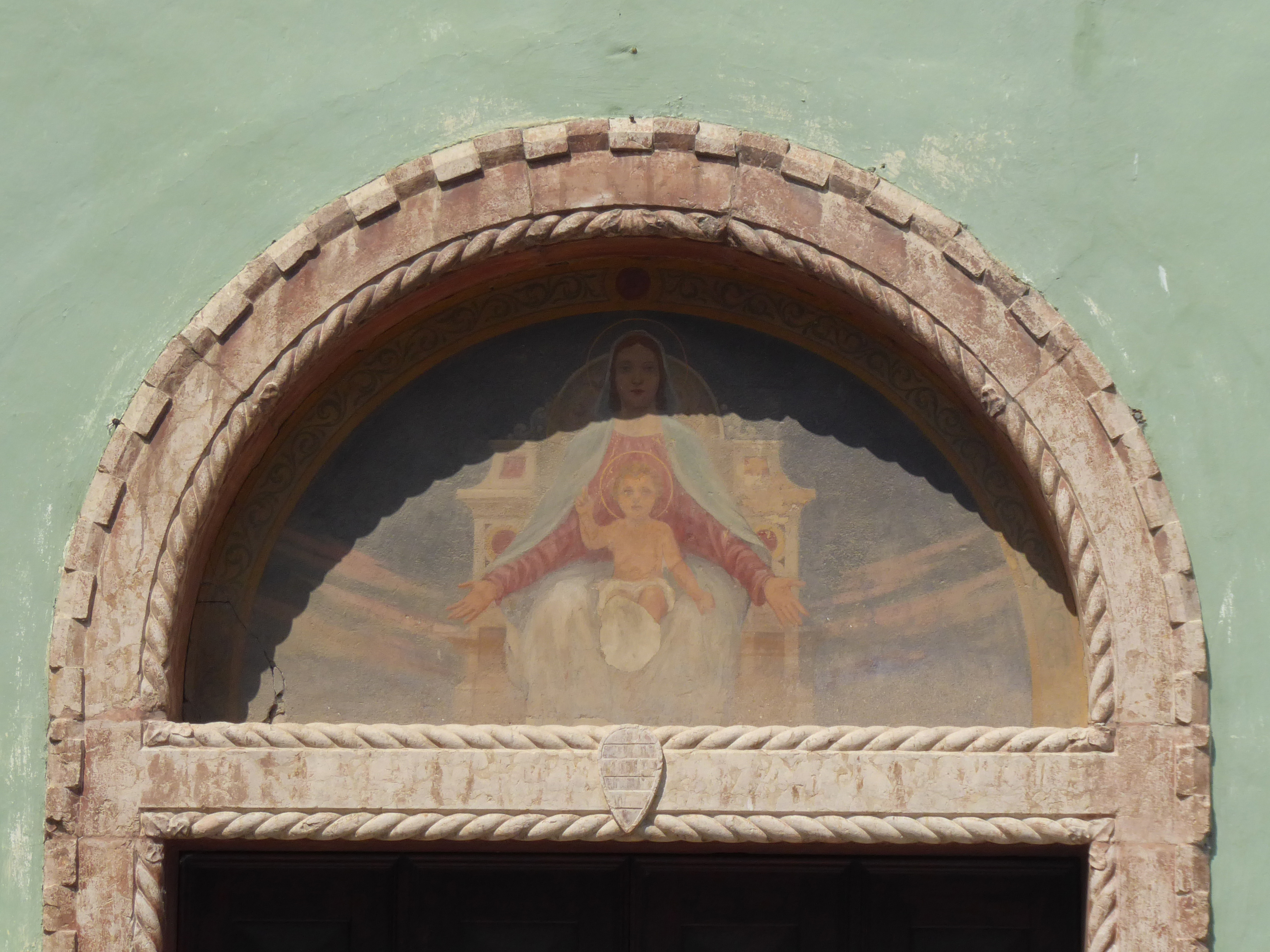
Affresco della Maestà sopra la porta d'ingresso

### Esterni
L'edificio, che ha orientamento verso ovest, ha un aspetto barocco. La facciata è suddivisa in due ordini e si presenta su due piani diversi, con paraste a definirne la struttura. Il piano anteriore con il portale, le nicchie con statue e sopra la grande finestra che porta luce alla sala, è affiancato da due ali di dimensioni ridotte in secondo piano. La torre campanaria si alza dalla parte destra del corpo della chiesa.

### Interni
La navata all'interno è unica, con due campate. La zona del presbiterio è leggermente rialzata.